# Pantielejmonowskoje (obwód wołogodzki)
Pantielejmonowskoje (ros. Пантелеймоновское) – wieś w Rosji, w rejonie czerepowieckim obwodu wołogodzkiego. W 2010 liczyła 17 mieszkańców.